# مویه‌گر حنایی
مویه‌گر حنایی (نام علمی: Rhytipterna holerythra) یک پرنده گنجشک‌سان  کوچک از خانواده مگس‌گیران ژیان‌مرغ است که از جنوب غربی مکزیک تا شمال غربی اکوادور زادآوری می‌کند. قبلاً تصور می‌شد که این پرنده یک گوهرمرغ باشد، اما شواهد کالبدشناسی تأییدشده نشان می‌دهد که مربوط به مگس‌گیرهای ژیان‌مرغ از سردهٔ Myiarchus , Sirystes و Casiornis است.
در حفره درختان، به‌ویژه سوراخ‌های دارکوب قدیمی لانه می‌سازد. همچنین ممکن است در سوراخ‌های کرانه‌های زمین آشیانه‌سازی کند.